# Sanjiegun
Sansetsukon (em chinês: sanjiegun, 三節棍 , sān jié gùn), é um bastão de três seções originário da China, que consiste de três bastões de madeira ou metal conectados por anéis de metal, correntes ou corda. Constituindo-se numa versão maior e mais complicada do famoso nunchaku, os bastões podem ser girados para ganhar impulso e desferir um golpe devastador, ou pode ter suas articulações usadas para golpear por cima ou ao redor de um escudo ou outro bloco defensivo.
Estes bastões foram projetados para defesa contra lanças e outras armas longas. Feitos antigamente de carvalho branco ou bordo vermelho chinês, os bastões modernos são construídos em ratã, bambu, vários tipos de madeiras duras ou alumínio. Para um ajuste perfeito, cada um dos três bastões deve ter aproximadamente o mesmo comprimento do braço do combatente e um diâmetro combinado que caiba convenientemente na mão.
O comprimento total da arma é maior do que o do bastão curto unitário, conhecido em japonês por bō, criando um grande círculo de alvos disponíveis ao redor do combatente. Muitas das técnicas são similares às utilizadas com o bastão, de modo que os movimentos de girar a arma sobre a cabeça e por trás das costas podem ser praticados com um bastão comum.
Tem a vantagem de ser usado tanto como uma arma de longo alcance quanto de curto alcance. Funcionando como uma extensão do braço do utilizador, esta arma pode golpear, bloquear, apunhalar, dar rasteiras e chicotear, freqüentemente com diferentes seções do bastão agindo ao mesmo tempo. As correntes ou cordas que unem as seções são utilizadas para enredar um oponente e suas armas.
Entretanto, essa arma é extremamente traiçoeira e exige grande habilidade por parte do lutador. Por conta da lei de ação e reação de Newton, quando a arma é chocada com algum corpo tende a retornar com igual força no desferidor do golpe, podendo machucá-lo seriamente. Por ser articulada, essa arma perde grande parte da energia do impacto rodando.

## Registros históricos
O primeiro registro escrito do bastão de três seções é encontrado na obra literária conhecida por Sanguo Zhi, também conhecida por Romance dos Três Reinos.